# France 4
France 4 ist ein öffentlich-rechtlicher Fernsehsender Frankreichs, der zu France Télévisions gehört. Die Themen der Programme des Senders sind hauptsächlich Musik und Kunst. Tagsüber wird ein Kinderprogramm gesendet. 
Bis zum Jahre 2005 hieß der Sender Festival und war bis dahin noch nicht terrestrisch über das französische DVB-T zu empfangen.
Seit August 2021 wird auf France 4 abends das Programm von Culturebox, einem multimedialen Kulturangebot von France Télévisions, ausgestrahlt.
Seit dem 12. Juli 2023 ist France 4 in Deutschland über den IPTV-Anbieter Magenta TV der Telekom frei und kostenlos zu empfangen, man findet ihn unter der 234.